# Vanilla sprucei
Vanilla sprucei é uma espécie de orquídea de hábito escandente e crescimento reptante que existe na Colômbia e região norte do Brasil. São plantas clorofiladas de raízes aéreas; sementes crustosas, sem asas; e inflorescências de flores de cores pálidas que nascem em sucessão, de racemos laterais.
Esta espécie pode ser reconhecida entre as Vanilla por apresentar caules comparativamente mais delicados, labelo claramente trilobado, medindo até 5,5 centímetros de comprimento; grandes folhas levemente membranáceas e reticuladas, ovaladas e pecioladas; flores comparativamente menores, porém bem abertas com pétalas de menos de um centímetro de largura; ovário mais ou menos roliço; e por seu hábito terrestre porém subindo nas árvores apoiada em raízes aéreas.